# Magna (Utah)
Pour les articles homonymes, voir Magna.
Magna (en anglais [ˈmæɡnə]) est une census-designated place située dans le comté de Salt Lake, dans l’État de l’Utah, aux États-Unis. Sa population s’élevait à 26 505 habitants lors du recensement de 2010.

## Économie
L’usine de Hercules Inc., entreprise rachetée en 2008 par Ashland, est pionnière dans la propulsion par carburant solide et a équipé de nombreux types de missiles et fusées à partir des années 1960.

## Source
- (en) Cet article est partiellement ou en totalité issu de l’article de Wikipédia en anglais intitulé « Magna, Utah » (voir la liste des auteurs).

1. ↑  (en) « Hercules », sur Encyclopedia Astronautica (consulté le 25 janvier 2022).